# Fontaine des Carmes (Besançon)
La fontaine des Carmes est une fontaine publique située à Besançon dans le département du Doubs.

## Localisation
La fontaine est sise au 88 grande rue (dans le secteur de la Boucle de Besançon), elle est située à droite de la porte d'entrée du couvent des Carmes.

## Histoire
La fontaine a été construite en 1564 et 1566  par Claude Lullier.
La fontaine et la façade de l'immeuble attenante font l’objet d’un classement au titre des monuments historiques depuis le 11 novembre 1922.

## Architecture

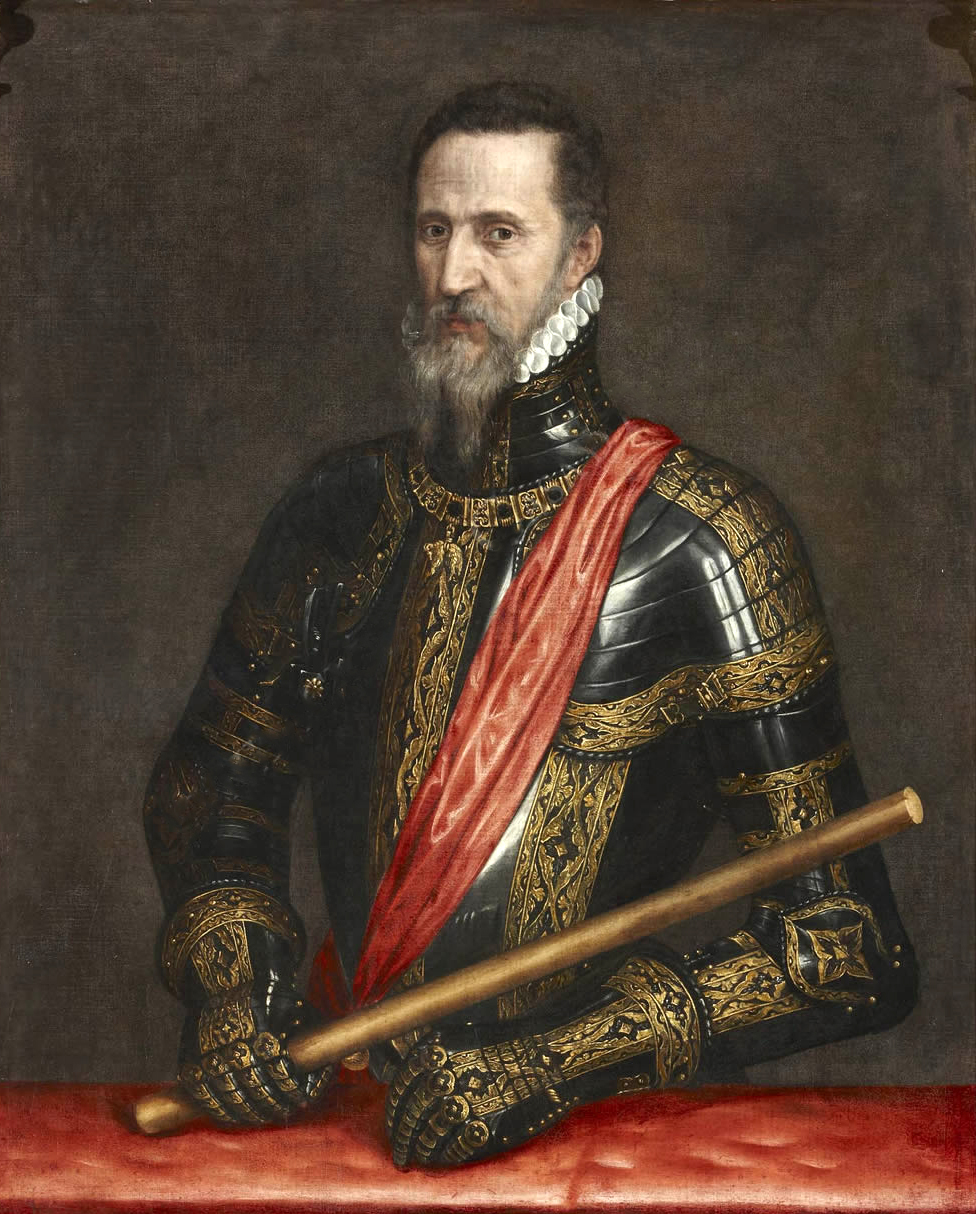
Duc d'Albe par Le Titien

La fontaine des Carmes est la plus ancienne des fontaines primitives de Besançon. Il s'agit d'une niche comprenant une statue qui représente Neptune chevauchant un dauphin et armé de son trident. Claude Lullier aurait donné à son Neptune le visage de Ferdinand Alvare de Tolède, 3e duc d'Albe, qui fut gouverneur des Pays-Bas et ami des Granvelle de Besançon. Durant la guerre de 80 ans (1568-1648), les Hollandais donnèrent le nom de « duc d'Albe » aux pieux servant à amarrer les bateaux, mais les Anglais utilisent le mot dolphin (dauphin)...
De nos jours le trident a disparu, et son bras droit a été entièrement refait après avoir été vandalisé à plusieurs reprises.